# Újfehértó vasútállomás
Újfehértó vasútállomás egy Szabolcs-Szatmár-Bereg vármegyei vasútállomás, Újfehértó településen, a MÁV üzemeltetésében. A belterület keleti szélén helyezkedik el, közvetlenül a Nagykállóra vezető 4912-es út vasúti keresztezése mellett, attól délre, közúti elérését ez utóbbi út biztosítja.

## Vasútvonalak
Az állomást az alábbi vasútvonalak érintik:
- Budapest–Záhony-vasútvonal

## Kapcsolódó állomások
A vasútállomáshoz az alábbi állomások vannak a legközelebb:
- Téglás megállóhely (Budapest–Záhony-vasútvonal)
- Nyíregyháza vasútállomás (Budapest–Záhony-vasútvonal)

## Forgalom
| Járat                           | Útvonal | Gyakoriság                            |
| ------------------------------- | --- | ------------------------------------- |
| személyvonat                    | Budapest-Nyugati → Zugló → Kőbánya alsó → Kőbánya-Kispest → Pestszentlőrinc → Szemeretelep → Ferihegy → Vecsés → Vecsés-Kertekalja → Üllő → Hosszúberek-Péteri → Monor → Monorierdő → Pilis → Albertirsa → Ceglédbercel → Ceglédbercel-Cserő → Budai út → Cegléd → Abony → Szolnok → Szajol → Törökszentmiklós → Fegyvernek-Örményes → Kisújszállás → Karcag → Püspökladány → Kaba → Hajdúszoboszló → Ebes → Debrecen | Napi 1 Debrecen felé                  |
| személyvonat                    | Cegléd → Abony → Szolnok → Szajol → Törökszentmiklós → Fegyvernek-Örményes → Kisújszállás → Karcag → Püspökladány → Kaba → Hajdúszoboszló → Ebes → Debrecen → Debrecen-Csapókert → Apafa → Bocskaikert → Hajdúhadház → Téglás → Újfehértó → Nyíregyháza → Sóstó → Sóstóhegy → Kemecse → Nyírbogdány → Kék → Demecser → Gégény → Pátroha → Ajak → Kisvárda → Kisvárda-Hármasút → Fényeslitke → Komoró → Tuzsér → Tiszabezdéd → Záhony | Munkanapokon 2 Záhony felé            |
| személyvonat                    | Cegléd – Abony – Szolnok – Szajol – Törökszentmiklós – Fegyvernek-Örményes – Kisújszállás – Karcag – Püspökladány – Kaba – Hajdúszoboszló – Ebes – Debrecen – Debrecen-Csapókert – Apafa – Bocskaikert – Hajdúhadház – Téglás – Újfehértó – Nyíregyháza | Napi 4-6 pár                          |
| személyvonat                    | Püspökladány – Kaba – Hajdúszoboszló – Ebes – Debrecen – Debrecen-Csapókert – Apafa – Bocskaikert – Hajdúhadház – Téglás – Újfehértó – Nyíregyháza – Sóstó – Sóstóhegy – Kemecse – Nyírbogdány – Kék – Demecser – Gégény – Pátroha – Ajak – Kisvárda – Kisvárda-Hármasút – Fényeslitke – Komoró – Tuzsér – Tiszabezdéd – Záhony | Munkanapokon napi 2 pár               |
| személyvonat                    | Püspökladány – Kaba – Hajdúszoboszló – Ebes – Debrecen (– Debrecen-Csapókert – Apafa – Bocskaikert – Hajdúhadház – Téglás – Újfehértó – Nyíregyháza) | Munkanapokon napi 1 pár               |
| Cívis InterRégió                | Budapest-Nyugati – Zugló – Kőbánya-Kispest – Ferihegy – Cegléd – Abony – Szolnok – Szajol – Törökszentmiklós – Fegyvernek-Örményes – Kisújszállás – Karcag – Püspökladány – Kaba – Hajdúszoboszló – Ebes – Debrecen (– Debrecen-Csapókert – Apafa – Bocskaikert – Hajdúhadház – Téglás – Újfehértó – Nyíregyháza – Sóstó – Sóstóhegy – Kemecse – Nyírbogdány – Kék – Demecser – Gégény – Pátroha – Ajak – Kisvárda – Kisvárda-Hármasút – Fényeslitke – Komoró – Tuzsér – Tiszabezdéd – Záhony) | Napi 2-5 pár                          |
| Szabolcsi Tekergő expresszvonat | Záhony – Tiszabezdéd – Tuzsér – Komoró – Fényeslitke – Kisvárda-Hármasút – Kisvárda – Ajak – Pátroha – Gégény – Demecser – Kék – Nyírbogdány – Kemecse – Sóstóhegy – Sóstó – Nyíregyháza – Újfehértó – Téglás – Hajdúhadház – Bocskaikert – Debrecen-Csapókert – Debrecen – Ebes – Hajdúszoboszló – Kaba – Püspökladány – Karcag – Kisújszállás – Fegyvernek-Örményes – Törökszentmiklós – Szajol – Szolnok – Abony – Cegléd – Ferihegy – Kőbánya-Kispest – Budapest-Kelenföld – Velence – Székesfehérvár – Balatonakarattya – Balatonkenese – Balatonfűzfő – Balatonalmádi – Alsóörs – Balatonfüred – Balatonakali-Dörgicse – Zánka-Erzsébettábor                                           | Nyáron napi 1 pár                     |
| Aranypart expresszvonat         | Záhony – Tiszabezdéd – Tuzsér – Komoró – Fényeslitke – Kisvárda-Hármasút – Kisvárda – Ajak – Pátroha – Gégény – Demecser – Kék – Nyírbogdány – Kemecse – Sóstóhegy – Sóstó – Nyíregyháza – Újfehértó (← Debrecen-Csapókert) – Debrecen (← Ebes) – Hajdúszoboszló (← Kaba) – Püspökladány – Karcag – Kisújszállás (← Fegyvernek-Örményes) – Törökszentmiklós (← Szajol) – Szolnok – Abony – Cegléd – Ferihegy – Kőbánya-Kispest – Budapest-Kelenföld – Velence – Székesfehérvár – Balatonaliga – Szabadisóstó – Szabadifürdő – Siófok – Balatonszéplak felső – Balatonszéplak alsó – Zamárdi – Szántód – Balatonföldvár – Balatonszemes – Balatonlelle – Balatonboglár – Fonyódliget – Fonyód | Nyáron napi 1 pár                     |
| expresszvonat                   | Nyíregyháza → Újfehértó → Téglás → Hajdúhadház → Bocskaikert → Debrecen-Csapókert → Debrecen → Püspökladány → Karcag → Kisújszállás → Törökszentmiklós → Szolnok → Kőbánya-Kispest → Zugló → Budapest-Nyugati | Iskolaidőben vasárnap 1 Budapest felé |